# Indiana Evans
Pour les articles homonymes, voir Evans.
Indiana Rose Evans est une actrice et chanteuse australienne, née le 27 juillet 1990 à Sydney en Nouvelle-Galles du Sud. Elle est surtout connue pour avoir incarné Matilda Hunter dans le soap opera australien Summer Bay (2004-2008), Bella Hartley dans la série australienne H2O (2009-2010) et Emma Robinson dans le téléfilm américain Les Naufragés du lagon bleu (2012).

## Biographie

### Jeunesse
Depuis l'âge de cinq ans, Indiana Evans commence à s'intéresser à la musique en chantant avec sa famille et ses amis. À l'âge de sept ans, ses parents l'encouragent à prendre des cours de danse en commençant par la danse classique, puis le jazz et les claquettes. En plus de la danse, elle chante, joue la comédie et joue de la batterie. Avant d'intégrer le casting de Summer Bay, elle va au lycée Newtown High School of the Performing Arts (en), mais quitte l'établissement deux semaines plus tard pour se concentrer sur sa carrière d'actrice. Elle suit des cours par correspondance jusqu'à l'âge de 15 ans.

### Carrière

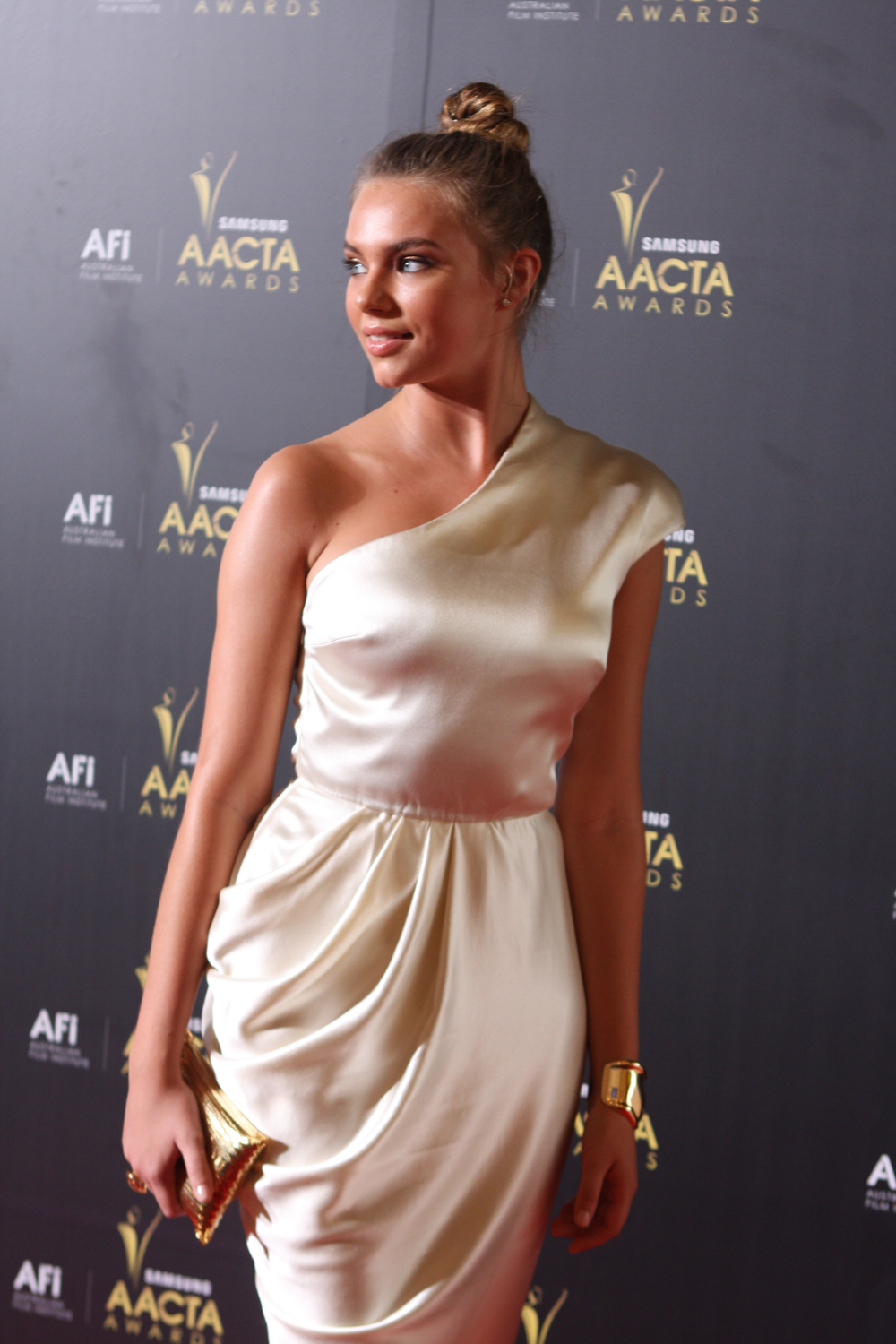
Indiana Evans agli AACTA Awards 2012.

En 2003, Indiana Evans lance sa carrière d'actrice en apparaissant dans la série dramatique australienne All Saints (en). Elle a ensuite le rôle principal dans une campagne américaine de Kool-Aid. Elle est invitée dans des séries telles que Comedy Inc., Cops L.A.C., CIB : Criminal Investigation Bureau et Girl TV. Cette même année, elle a un rôle récurrent dans la série Rivaux mais pas trop qui se termine au bout d'une seule saison et tourne dans deux courts-métrages, Burden et At The Tattooist.
Peu de temps après la fin de Rivaux mais pas trop, elle obtient le rôle de Matilda Hunter dans le soap opera australien Summer Bay. Son personnage est une jeune fille privilégiée qui est forcée de s'installer à Summer Bay Caravan Park. Grâce à son rôle, elle est nommée aux Logie Awards et aux Inside Soap Awards (en). En avril 2008, les producteurs lui proposent de renouveler son contrat, ce qu'elle refuse et elle annonce qu'elle quitte la série. Son personnage est apparu pour la dernière fois le 24 juillet 2008.
En 2009, Indiana Evans joue dans le téléfilm A Model Daughter: The Killing of Caroline Byrne. Cette même année, elle obtient un rôle dans la série H2O pour remplacer l'actrice Claire Holt qui a quitté la série dans l'épisode final de la saison 2. Elle incarne Isabella Hartley, la nouvelle qui débarque en ville et qui s'avère être, elle aussi, une sirène ; elle rejoint donc le groupe de Rikki et Cléo. Son personnage est aussi une chanteuse et elle chante aussi toute la B.O. de la troisième saison de la série, incluant le générique de cette saison, No Ordinary Girl. L'album sort en mars 2011 et la série n'a pas été renouvelée pour une quatrième saison.
En août 2010, elle joue dans le film catastrophe canado-australien Menace de glace. En novembre, elle a un rôle récurrent dans Crownies, une série policière dans laquelle elle joue Tatum Novak, la fille d'un célèbre gangster. La série est tournée à Sydney et la première saison est diffusée du 14 juillet 2011 au 1er décembre 2011.
Elle joue le personnage principal dans le téléfilm américain Les Naufragés du lagon bleu qui est diffusé le 16 juin 2012 sur la chaîne Lifetime et le 28 février 2013 sur TF1.
En février 2014, elle rejoint le casting de la version américaine de Secrets and Lies où elle interprète Natalie Crawford.

## Filmographie

### Cinéma
- 2022 : Thor: Love and Thunder de Taika Waititi : Zeusette

### Télévision

#### Séries télévisées
- 2003 : All Saints (en) : Milly Roberts (saison 6, épisode 3)
- 2003–2004 : Rivaux mais pas trop : Abby Oakley
- 2004 – 2008 : Summer Bay : Matilda Hunter
- 2008 : CIB : Criminal Investigation Bureau : China Williams (saison 1, épisode 4)
- 2009 – 2010 : H2O : Isabella "Bella" Hartley (saison 3, 16 épisodes)
- 2010 : Cops L.A.C. (en) : Kylie Tremaine (Saison 1, épisode 6)
- 2011 : Crownies (en) : Tatum Novak (22 épisodes)
- 2013 : Janet King (en) : Tatum Novak (4 épisodes)
- 2015 : Secrets and Lies : Natalie Crawford (10 épisodes)
- 2015 : House Husbands : Tash (2 épisodes)
- 2015 : Ash vs. Evil Dead : Melissa (saison 1, épisodes 8 et 9)

#### Téléfilms
- 2009 : A Model Daughter: The Killing of Caroline Byrne (en) de Tony Tilse : Kylie Watson
- 2010 : Menace de glace (Artic Blast) de Brian Trenchard-Smith : Naomi Tate
- 2012 : Les Naufragés du lagon bleu (Blue Lagoon: The Awakening) de Jake Newsome et Mikael Salomon : Emmaline « Emma » Robinson

## Discographie
- 2011 : H2O

## Distinction

### Récompenses
- Dolly Teen Choice Awards (en)
  - 2008 : Queen of teen pour Summer Bay

### Nominations
- Inside Soap Awards (en)
  - 2007 :
    - Meilleur jeune acteur pour Summer Bay
    - Actrice la plus sexy pour Summer Bay
- Kids' Choice Awards
  - 2005 (en) : Rising Star pour Summer Bay
- Logie Awards
  - 2005 (en) : Nouveau talent féminin le plus populaire (en) pour Summer Bay